# Hippoporina impar
Hippoporina impar är en mossdjursart som först beskrevs av William MacGillivray 1890.  Hippoporina impar ingår i släktet Hippoporina och familjen Bitectiporidae. Inga underarter finns listade i Catalogue of Life.